# Sin-jang
Sin-jang (čínsky pchin-jinem Xìnyáng, znaky 信阳) je městská prefektura v Čínské lidové republice. Patří k provincii Che-nan.
Celá prefektura má rozlohu 18 908 čtverečních kilometrů a v roce 2020 v ní žilo přes šest milionů obyvatel.

## Poloha a doprava
Sin-jang tvoří jižní výběžek provincie Che-nan a leží na jižním břehu řeky Chuaj-che. Hraničí na severu s Ču-ma-tienem, na severozápadě s Nan-jangem, na východě s provincií An-chuej a na jihu s provincií Chu-pej.
Leží v subtropickém podnebném pásmu.
Od severu k jihu prochází přes Sin-jang železniční trať Peking – Kanton.

## Správní členění
Městská prefektura Sin-jang se člení na deset celků okresní úrovně, a sice dva městské obvody a osm okresů.
| Š’-che Pching-čchiao okres · Luo-šan okres · Kuang-šan okres · Sin okres · Šang-čcheng okres · Ku-š’ okres · Chuang-čchuan okres · Chuaj-pin okres · Si |        |                       |             |                                         |
| Název | Název  | Počet obyvatel (2020) | Rozloha km² | Hustota zalidnění (obyv. na km²) (2020) |
| český přepis | znaky  | Počet obyvatel (2020) | Rozloha km² | Hustota zalidnění (obyv. na km²) (2020) |
| Městské obvody |        |                       |             |                                         |
| Š’-che | 浉河区 | 640 133               | 1 774       | 361                                     |
| Pching-čchiao | 平桥区 | 875 617               | 1 902       | 460                                     |
| Okresy |        |                       |             |                                         |
| Luo-šan | 罗山县 | 493 208               | 2 057       | 240                                     |
| Kuang-šan | 光山县 | 593 486               | 1 834       | 324                                     |
| Sin | 新县   | 278 620               | 1 551       | 180                                     |
| Šang-čcheng | 商城县 | 459 488               | 2 107       | 218                                     |
| Ku-š’ | 固始县 | 1 041 399             | 2 945       | 354                                     |
| Chuang-čchuan | 潢川县 | 636 679               | 1 635       | 389                                     |
| Chuaj-pin | 淮滨县 | 549 603               | 1 209       | 455                                     |
| Si | 息县   | 666 168               | 1 893       | 352                                     |
| |        |                       |             |                                         |
| Celkem | Celkem | 6 234 401             | 18 908      | 330                                     |

## Partnerská města
Mezi partnerská města Sin-jangu patří Aškelon v Izraeli.